# Грац (замък)
Вижте пояснителната страница за други значения на Грац.
Замъкът Грац (на немски: Grazer Burg) е средновековен дворец-резиденция в град Грац, Австрия.
Строителството му е започнато през 1438 г. по време на управлението на Фридрих V Хабсбургски, по това време все още само граф на Щирия, по-късно станал император под името Фридрих III. Строежът приключва през 1453 г. В първоначалния си вид сградата се състои от две части като едната, която е била свързана със съседната енорийска църква чрез арка с колони, е разрушена през XIX в., но втората, разположена в североизточния ъгъл на градската стена снабдена и с параклис от 1447 г., е запазена до наши дни. До 1457 г. и след известно прекъсване отново между 1564 и 1619 г. замъкът служи за резиденция на управниците на вътрешните провинции на Австрия.
Замъкът е изграден предимно с представителна цел и разполага главно с жилищни помещения без наличието на каквито и да било отбранителни съоръжения. Затова при атака на града, се предвижда оттеглянето на живеещите в него по специално построен покрит коридор към крепостта Шлосенберг - една от най-важните в миналото крепости в Щирия. Днес от Шлосенберг са запазени само камбанарията и кулата с часовника.
В градината на замъка са засадени различни растения от далечни страни още в края на XV в. Имало е и зоологическа градина с лъвове, тигри и мечки. Осигурено е водоподаване с питейна вода през 1571 г. с тръби от Розенберг. Също през 1571-1572 г. е създаден и дворцов оркестър към замъка.
По време на Втората световна война замъкът Грац пострадва сериозно при бомбардировките.
През 2003-2008 г. е направен основен ремонт на оцелелите части от него.